# Freund Hein
Freund Hein (oder Hain, Gevatter Hein, Bruder Hein) ist eine euphemistische und allegorische Bezeichnung im Deutschen für den Tod (Personifikation).

## Auftreten

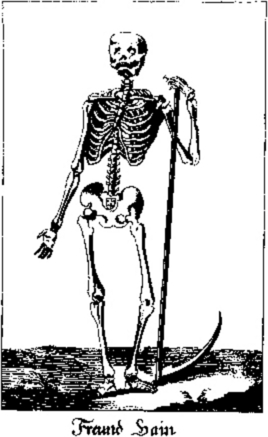
Kupferstich im Wandsbecker Bothen

Die Redensart begegnet erstmals 1650 in einem Flugblatt, wo es heißt
„Freund Hain läßt sich abwenden nit

mit Gewalt, mit Güt, mit Treu und Bitt.“
Matthias Claudius widmet 1775 im Wandsbecker Boten seine „Erklärung der Kupfer und Zeichen“ dem Freund Hain:

„Ihm dedizier ich mein Buch, und Er soll als Schutzheiliger und Hausgott vorn an der Haustüre des Buchs stehen.“

Gotthold Ephraim Lessing schreibt 1778 an Claudius:

„Bei Gott, lieber Claudius, Freund Hein fängt auch unter meinen Freunden an, die Oberstelle zu gewinnen.“

Heinrich Heine verwendete den Begriff 1827 in seinem „Buch der Lieder“ beim in Burschensprache geschilderten, aus Liebeskummer begangenen Selbstmord eines Studenten:
„Da flucht ich den Weibern und reichen Halunken,

Und mischte mir Teufelskraut in den Wein,

Und hab mit dem Tode Smollis getrunken, 

Der sprach: Fiduzit, ich heiße Freund Hein!“

## Titel literarischer Werke
Auch in den Titeln literarischer Werke hat sich die Redensart niedergeschlagen:
- Freund Heins Erscheinungen in Holbeins Manier von Johann Karl August Musäus (1775)
- Freund Hein: Grotesken und Phantasmagorieen von Eduard Duller (1833)
- Freund Hein von Emil Strauß (1902)
- Freund Hein von Wulf Sörensen (1936)